# Svjetsko prvenstvo u motociklizmu 1951. – 350cc
Svjetsko prvenstvo u motociklizmu u klasi 350cc za 1951. godinu je osvojio briranski vozač Geoff Duke na motociklu proizvođača Norton.  Geoff Duke je 1951. također osvojio prvenstvo i u klasi 500cc. 

## Raspored utrka i osvajači postolja
1951. godine je bilo na rasporedu 8 trkačih vikenda Svjetskog prvenstva, te su na svima vožene utrke u klasi 350cc.
| rb | datum              | staza                       | utrka          | službeni naziv utrke                                       | pole poz.      | motocikl | naj.krug      | motocikl  | pobjednik     | motocikl  | drugoplasirani | motocikl  | trećeplasirani | motocikl  | izvj.                                                      |
| -- | ------------------ | --------------------------- | -------------- | ---------------------------------------------------------- | -------------- | -------- | ------------- | --------- | ------------- | --------- | -------------- | --------- | -------------- | --------- | ---------------------------------------------------------- |
| 1  | 7. travnja 1951.   | Montjuïc - Barcelona        | VN Španjolske  | 2° GP di Spagna - 8° Circuito Internazionale di Barcellona |                |          | Tommy Wood    | Velocette | Tommy Wood    | Velocette | Leslie Graham  | Velocette | Bill Petch     | AJS       | [ 1 ] [ 2 ] [ 3 ] [ 4 ] [ 5 ] [ 6 ] [ 7 ]                  |
| 2  | 26. svibnja 1951.  | Bremgarten                  | VN Švicarske   | Groẞer Preis der Schweiz fŭr Motorräder und Seitenwagen    | Georges Cordey | Norton   | Reg Armstrong | AJS       | Leslie Graham | Velocette | Cecil Sandford | Velocette | Reg Armstrong  | AJS       | [ 1 ] [ 2 ] [ 3 ] [ 4 ] [ 8 ] [ 9 ] [ 10 ]                 |
| 3  | 8. lipnja 1951.    | Snaefell Mountain           | Tourist Trophy | Isle of Man Tourist Trophy                                 |                |          | Geoff Duke    | Norton    | Geoff Duke    | Norton    | Johnny Lockett | Norton    | Jack Brett     | Norton    | [ 1 ] [ 2 ] [ 3 ] [ 4 ] [ 11 ] [ 12 ] [ 13 ] [ 14 ] [ 15 ] |
| 4. | 1. srpnja 1951.    | Spa-Francorchamps           | VN Belgije     | Grand Prix de Belgique des motos                           |                |          | Geoff Duke    | Norton    | Geoff Duke    | Norton    | Johnny Lockett | Norton    | Bill Lomas     | Velocette | [ 1 ] [ 2 ] [ 3 ] [ 4 ] [ 16 ] [ 17 ]                      |
| 5  | 7. srpnja 1951     | Assen                       | VN Nizozemske  | Grote Prys van Nederland der K.N.M.V                       |                |          | Bill Doran    | AJS       | Bill Doran    | AJS       | Bill Petch     | AJS       | Ken Kavanagh   | Norton    | [ 1 ] [ 2 ] [ 3 ] [ 4 ] [ 18 ] [ 19 ]                      |
| 6  | 14. srpnja 1951.   | Albi (Circuit Les Planques) | VN Francuske   |                                                            |                |          | Bill Doran    | AJS       | Geoff Duke    | Norton    | Jack Brett     | Norton    | Bill Doran     | AJS       | [ 1 ] [ 2 ] [ 3 ] [ 4 ] [ 20 ] [ 21 ] [ 22 ]               |
| 7  | 16. kolovoza 1951. | Belfast – Clady             | VN Ulstera     |                                                            |                |          | Geoff Duke    | Norton    | Geoff Duke    | Norton    | Ken Kavanagh   | Norton    | Johnny Lockett | Norton    | [ 1 ] [ 2 ] [ 3 ] [ 4 ] [ 23 ]                             |
| 8  | 9. rujna 1951.     | Monza                       | VN Nacija      | 20º Gran Premio delle Nazioni                              |                |          | Geoff Duke    | Norton    | Geoff Duke    | Norton    | Ken Kavanagh   | Norton    | Jack Brett     | Norton    | [ 1 ] [ 2 ] [ 3 ] [ 4 ] [ 24 ] [ 25 ] [ 26 ]               |

1. startna pozicija (eng. pole position) – kao statistika se broji od 1974. godine, dotad nije službeno dijeljena, te je ovisila o pojedinim stazama i utrkama 

Tourist Trophy - za TT utrku je klasa nazvana Junior TT 

VN Nizozemske - također navedena kao Dutch TT, odnosno kao TT Assen 

## Poredak za vozače
Sustav bodovanja
Bodove je osvajalo prvih 6 vozača u utrci. Od ukupnog broja osvojenih bodova, u poretku su vozaču stavljeni bodovi iz 5 utrka s najboljim plasmanom. 
| pozicija u utrci | 1. | 2. | 3. | 4. | 5. | 6. |
| bodovi           | 8  | 6  | 4  | 3  | 2  | 1  |

| mj. | vozač               | konstruktor          | bm | momčad (tim) | motocikl             | bodova |
| --- | ------------------- | -------------------- | -- | ------------ | -------------------- | ------ |
| 1.  | Geoff Duke          | Norton               | 1  |              | Norton               | 40     |
| 2.  | Bill Doran          | AJS                  | 20 |              | AJS                  | 19     |
| 3.  | Johnny Lockett      | Norton               |    |              | Norton               | 19     |
| 4.  | Ken Kavanagh        | Norton               |    |              | Norton               | 16     |
| 5.  | Jack Brett          | Norton               |    |              | Norton               | 15     |
| 6.  | Leslie Graham       | Velocette            |    |              | Velocette            | 14     |
| 7.  | Reg Armstrong       | AJS                  |    |              | AJS                  | 11     |
| 8.  | Bill Petch          | AJS                  |    |              | AJS                  | 10     |
| 9.  | Cecil Sandford      | Velocette            |    |              | Velocette            | 9      |
| 10. | Tommy Wood          | Velocette Moto-Guzzi |    |              | Velocette Moto-Guzzi | 8      |
| 11. | Bill Lomas          | Velocette            |    |              | Velocette            | 6      |
| 12. | Rod Coleman         | AJS                  |    |              | AJS                  | 5      |
| 13. | Mick Featherstone   | AJS                  | 26 |              | AJS                  | 4      |
| 14. | Fernando Aranda     | Moto-Guzzi Velocette |    |              | Moto-Guzzi Velocette | 3      |
| 14. | Paul Fuhrer         | Velocette            |    |              | Velocette            | 3      |
| 16. | Jack Raffeld        | Velocette            |    |              | Velocette            | 2      |
| 16. | Sid Mason           | Velocette            |    |              | Velocette            | 2      |
| 16. | Simon Sandys-Winsch | Velocette            |    |              | Velocette            | 2      |
| 19. | John Grace          | Norton               |    |              | Norton               | 1      |
| 19. | Leonhardt Faßl      | AJS                  |    |              | AJS                  | 1      |
| 19. | Bob Foster          | Velocette            |    |              | Velocette            | 1      |
| 19. | Bob Matthews        | Velocette            |    |              | Velocette            | 1      |

 u ljestvici vozači koji su osvojili bodove u prvenstvu 

## Poredak za konstruktore
Sustav bodovanja
Bodove za proizvođača osvaja najbolje plasirani motocikl proizvođača među prvih 6 u utrci. Od ukupnog broja osvojenih bodova, u poretku su konstruktoru stavljeni bodovi iz 5 utrka s najboljim plasmanom. 
| pozicija u utrci | 1. | 2. | 3. | 4. | 5. | 6. |
| bodovi           | 8  | 6  | 4  | 3  | 2  | 1  |

"Norton"' prvak u poretku konstruktora. 
| mj. | konstruktor | bod | (ukupno bodova) |
| --- | ----------- | --- | --------------- |
| 1.  | Norton      | 40  | (45)            |
| 2.  | Velocette   | 24  |                 |
| 3.  | AJS         | 22  | (27)            |
| 4.  | Moto-Guzzi  | 3   |                 |

 u ljestvici konstruktori koji su osvojili bodove u prvenstvu 

## Vanjske poveznice
- (engl.) motogp.com
- (fr.) racingmemo.free.fr, LES CHAMPIONNATS DU MONDE DE VITESSE MOTO
- (fr.) pilotegpmoto.com
- (nizoz.) jumpingjack.nl, Alle Grand-Prix uitslagen en bijzonderheden, van 1973 (het jaar dat Jack begon met racen) tot heden.
- (engl.) motorsport-archive.com, World 350ccm Championship :: Overview  Arhivirana inačica izvorne stranice od 31. prosinca 2022. (Wayback Machine)
- (engl.) the-sports.org, Moto - 350cc - Prize list
- (engl.) motorsporttop20.com, Motorcycle Championships
- (engl.) progcovers.com, Motor Racing Programme Covers / FIM Grand Prix World Championship Programmes / 500cc Class / MotoGP
- (engl.) en.wikipedia.org, 1951 Grand Prix motorcycle racing season
- (tal.) it.wikipedia.org, Motomondiale 1951
- (tal.) it.wikipedia.org, Risultati del motomondiale 1951
- (njem.) de.wikipedia.org, Motorrad-Weltmeisterschaft 1951
- (nizoz.) nl.wikipedia.org, Wereldkampioenschap wegrace 1951